# 고현버스터미널
고현버스터미널(古縣버스터미널)은 경상남도 거제시 고현천로 10(고현동 979-1)에 위치한 시외버스 터미널이다. 고속버스 전산망상의 터미널 번호는 732이다.
1990년 12월 27일에 터미널 면허를 받아 운영하기 시작했으며, 경원여객 에서 운영하고 있다. 현재 사용하고 있는 건물은 1995년에 만들어졌으며, 거제시의 주요 통로로 2011년 거가대교 개통과 함께 여객선 카페리 등 해상 대중 교통이 사라지고 육상 대중교통이 대세를 이루게 되었다. 2011년 현재 거제시는 연초면 연사들녘에 터미널을 이전하기 위해 외부 업체에 입지 조사용역을 부지만 결정해놓고 도시기본계획 변경, 도시관리계획 변경 절차를 거쳐 입지 및 시설을 갖추어야 하나 도시기본계획 변경 용역도 발주되지 않고 있다.

## 운행 노선
- 일부 노선은 전환고속으로 운행하고 있기 때문에 일반, 우등 구분이 있다.

### 시외버스
- 2015년 12월 8일 인천국제공항행 노선이 신설되었다.[3]
- 2017년 3월 15일 경주, 포항행 노선이 신설되었다.[4]

| 방면        | 행선지 |
| ----------- | --- |
| 수도권 방면 | 서울남부, 동서울, 인천, 인천국제공항, 오산, 평택 |
| 충청권 방면 | 대전, 인삼랜드휴게소, 세종 |
| 호남권 방면 | 광주 |
| 영남권 방면 | 개양, 경주, 고성, 김해, 김해국제공항, 덕계, 구미, 동대구, 동래, 남마산, 배둔, 부산, 부산사상, 사천, 사천공항, 서창, 신복, 신평역, 옥포, 울산, 장승포, 진동, 진주, 진해, 창원, 통영, 포항 |

## 갤러리

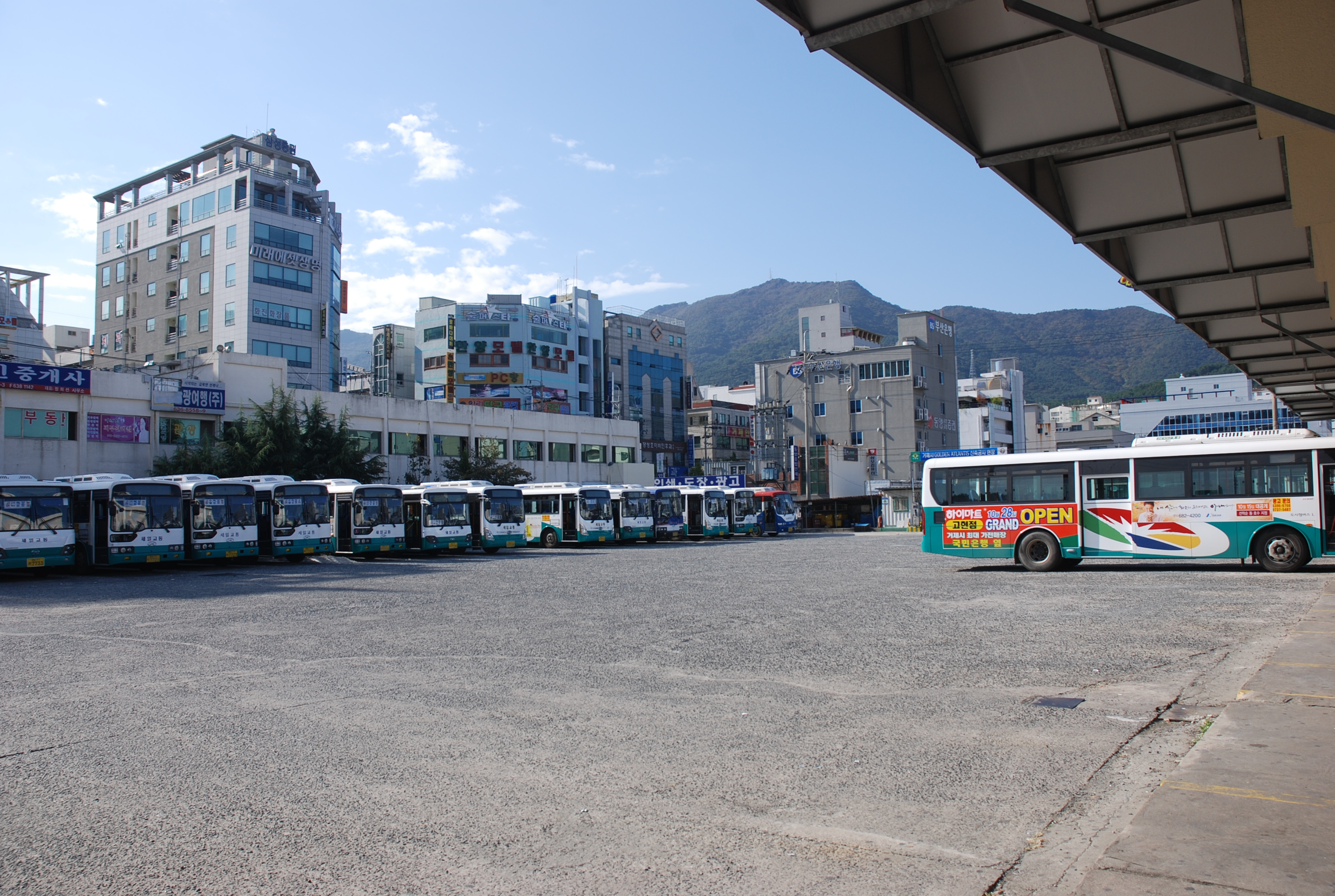
같은 공간을 이용하는 거제 시내버스 터미널

## 같이 보기
- 장승포시외버스정류장
- 거제시의 시내버스